# Serena (canzone)
La serena è un tipo di componimento in versi della lirica trobadorica, inventato con molta probabilità, nella seconda metà del XIII secolo, dal trovatore Guiraut Riquier. Il tema è quello dell'amante che freme impaziente durante il giorno aspettando che venga presto la sera per poter rivedere finalmente l'amata. La serena di Riquier è composta da tre strofe e una tornada.
(Guiraut Riquier)
Il tema è la struttura metrica della serena vengono derivati dall'alba, dove l'amante si duole per l'arrivo del giorno allorché è costretto a lasciare la sua amata per non farsi scoprire nel loro amore adulterino.
La serena ha un ritornello simile all'alba nel quale viene inserita regolarmente la parola ser (nell'alba invece, auba)
La serena di Riquier è l'unico esempio rimasto nella letteratura provenzale di tale genere, anche se non è da escludere che altri poeti vi si siano cimentati. 